# ۱۲۶۲۳ تودد
سیارک تَوَدّد ۱۲۶۲۳ (به انگلیسی: 12623 Tawaddud، نامگذاری:9544P-L) دوازده هزار و ششصد و بیست و سومین سیارک کشف شده‌است که در ۱۷ اکتبر ۱۹۶۰ کشف شد.
این سیارک به نام توَدّد از شخصیت‌های هزار و یک شب نام‌گذاری شده‌است.